# Bản Vược
Bản Vược là một xã thuộc huyện Bát Xát, tỉnh Lào Cai, Việt Nam. Xã có diện tích là 35,80 km² với số dân là 5.310 người. Xã này tọa lạc ở vị trí không xa trung tâm huyện, chỉ cách khoảng 8 km về phía Bắc và được sông Hồng phân cách với đất bạn Trung Quốc, có một đoạn biên giới dài 5,2 km theo dọc sông.

## Địa lý
Xã Bản Vược nằm ở phía đông của huyện Bát Xát, cách huyện lỵ khoảng 6 km về phía tây bắc, có vị trí địa lý:
- Phía đông giáp trấn Hà Khẩu (河口镇)[4] huyện Hà Khẩu[5] châu Hồng Hà tỉnh Vân Nam Trung Quốc và giáp xã Bản Qua
- Phía nam giáp xã Bản Qua và xã Mường Vi
- Phía tây giáp xã Bản Xèo và xã Cốc Mỳ
- Phía bắc giáp xã Cốc Mỳ và đông bắc giáp trấn Hà Khẩu Trung Quốc (sông Hồng là đoạn biên giới quốc gia tự nhiên).

### Địa hình
Xã Bản Vược là xã vùng núi cao với triền thoải rộng, chuyển tiếp giữa các dãy núi cao với thung lũng sông Hồng, địa hình thấp dần từ tây nam sang đông bắc.

## Hành chính
Xã Bản Vược được chia thành 8 thôn: Km 0,Thôn 1, Thôn 2, Thôn 3, Mường Đơ, San Bang, Sơn Hà, San Lùng.